# أسطورة الأعمال
أسطورة الأعمال (يصطلح عليها أيضا خيال الإدارة) هي حكاية رمزية تحفيزية، تحمل دروسا يراد بها تطبيقها في عالم الأعمال بهدف تطور ''الثقافة التنظيمية''. شهد هذا الجنس طفرة في السنوات الأولى من القرن الواحد و العشرين.
قائمة نيويورك تايمز لأكثر الكتب مبيعا لكتب من جنس أسطورة الأعمال تضم:
- من الذي حرك قطعة الجبن الخاصة بي ؟ لسبنسر جونسون
- مدير الدقيقة الواحدة لكين بلانشارد
- العوامل الخمس لخلل العمل الجماعي لباتريك لينسيوني
- هدية المسافر لآندي أندروس
- إنقاذ السيرينجيتي خاصتك لستيفان سوانبول

كتب أسطورة أعمال أخرى بارزة:
- الهدف لإلياهو إم غولدرات
- معطي الغو لبوب بورغ و ديفيد جون مان
- فلسفة السمك! لستيفن لاندين
- مشروع العنقاء لجين كيم